# Aspidoscelis hyperythra
Espèce
Synonymes
- Cnemidophorus hyperythrus Cope, 1864
- Verticaria beldingi Stejneger, 1894
- Verticaria caerulea Dickerson, 1919
- Verticaria hyperythra (Cope, 1864)
- Verticaria espiritensis Van Denburgh & Slevin, 1921
- Verticaria franciscensis Van Denburgh & Slevin, 1921
- Verticaria hyperythra schmidti Van Denburgh & Slevin, 1921
- Cnemidophorus carmenensis Maslin & Secoy, 1986
- Aspidoscelis hyperythrus (Cope, 1864)

Statut de conservation UICN

 LC  : Préoccupation mineure
Aspidoscelis hyperythra est une espèce de sauriens de la famille des Teiidae.

## Répartition
Cette espèce se rencontre :
- aux États-Unis dans le sud de la Californie et au Nouveau-Mexique ;
- au Mexique dans l'État de Chihuahua et en péninsule de Basse-Californie.

## Description

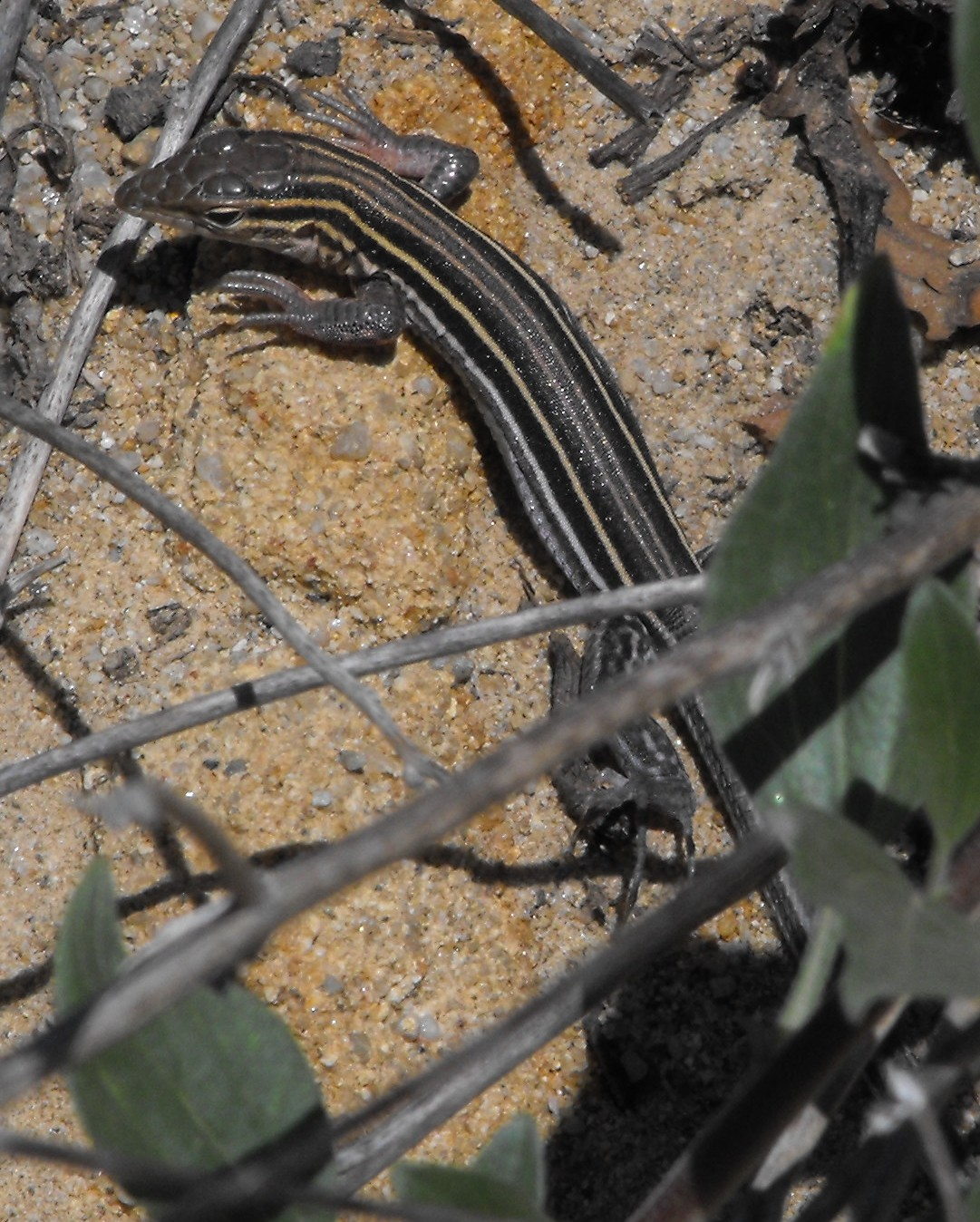

Ce lézard est brun avec des lignes blanches à bleutées sur les côtés. Chez les juvéniles les pattes et la queue sont également bleus. La face ventrale plutôt beige chez les femelles et orange chez les mâles, bien que les femelles gravides puissent également présenter une teinte orange.

Les mâles présentent des pores fémoraux plus gros que les femelles.

## Sous-espèces
Selon The Reptile Database (22 janvier 2014) :
- Aspidoscelis hyperythra beldingi (Stejneger, 1894)
- Aspidoscelis hyperythra caeruleus (Dickerson, 1919)
- Aspidoscelis hyperythra carmenensis (Maslin & Secoy, 1986)
- Aspidoscelis hyperythra espiritensis (Van Denburgh & Slevin, 1921)
- Aspidoscelis hyperythra franciscensis (Van Denburgh & Slevin, 1921)
- Aspidoscelis hyperythra hyperythrus (Cope, 1864)
- Aspidoscelis hyperythra schmidti (Van Denburgh & Slevin, 1921)

## Publications originales
- Cope, 1864 "1863" : Descriptions of new American Squamata in the Museum of the Smtihsonian Institution. Proceedings of the Academy of Natural Sciences of Philadelphia, vol. 15, p. 100-106 (texte intégral).
- Dickerson, 1919 : Diagnoses of twenty-three new species and a new genus of lizards from Lower California. Bulletin of the American Museum of Natural History, vol. 41, no 10, p. 461-477 (texte intégral).
- Maslin & Secoy, 1986 : A checklist of the lizard genus Cnemidophorus (Teiidae). Contributions in Zoology of the University of Colorado Museum of Natural History, vol. 1, p. 1-60.
- Stejneger, 1894 : Description of a new lizard (Verticaria beldingi), from California. Proceedings of the United States National Museum, vol. 17, p. 17-18 (texte intégral).
- Van Denburgh & Slevin, 1921 : Preliminary diagnoses of more new species of reptiles from islands in the gulf of California, Mexico. Proceedings of the California Academy of Sciences, sér. 4, vol. 11, no 17, p. 395-398 (texte intégral).